# Kobrava
Kobrava är en ö i Kroatien.   Den ligger i länet Dubrovnik-Neretvas län, i den sydöstra delen av landet, 400 km söder om huvudstaden Zagreb. Arean är 0,67 kvadratkilometer.
Terrängen på Kobrava är platt. Öns högsta punkt är 73 meter över havet. Den sträcker sig 0,6 kilometer i nord-sydlig riktning, och 2,4 kilometer i öst-västlig riktning.  I omgivningarna runt Kobrava växer i huvudsak blandskog.